# 李炳鉄
李炳哲（李炳鉄）（リ・ビョンチョル、1948年 - ）は、朝鮮民主主義人民共和国（北朝鮮）の政治家、軍人。朝鮮労働党中央委員会政治局常務委員会委員、党中央委員会書記、朝鮮労働党中央軍事委員会副委員長。朝鮮人民軍における軍事称号（階級）は朝鮮人民軍元帥。2021年の朝鮮労働党第8期中央委員会発足時点での党内序列は金正恩、崔竜海、趙甬元に次ぐ第4位。
朝鮮民主主義人民共和国国務委員会委員、朝鮮労働党副委員長、党軍需工業部部長、朝鮮民主主義人民共和国国防委員会委員、朝鮮人民軍空軍司令官を歴任。

## 略歴
1948年生まれ。万景台革命学院や金日成軍事総合大学を卒業した。
2010年9月の朝鮮労働党第3次代表者会議で党中央軍事委員会委員となる。
2014年9月25日、第13期最高人民会議第2回会議で国防委員会委員に選出。朝鮮人民軍空軍司令官を務めていたが、2014年12月8日に党中央委員会の副部長（部署不明）に転出していたことが判明、さらに2015年1月13日には、党中央委員会の第一副部長に昇格していたことが判明した。韓国の聨合ニュースは、李が党軍事部の第一副部長に就任したと推測している。後任の空軍司令官は崔英浩が任命された。
2016年5月に開催された朝鮮労働党第7次大会で党中央軍事委員会委員を退任、党中央委員会政治局員候補に選出された。これに続いて同年6月29日に開催された第13期最高人民会議第4回会議では、国防委員会に代わって新設された国務委員会の委員に選出されなかった。
2016年6月22日の弾道ミサイルムスダンの発射実験に、党中央委員会軍需工業部第一副部長の立場で金正恩や李万建（リ・マンゴン）党中央委員会副委員長（軍需工業担当）、金洛兼（キム・ラクギョム）朝鮮人民軍戦略軍司令官と共に立ち合い、打ち上げ成功を受けて金正恩と抱き合った。
2017年10月7日に行われた第7期党中央委員会第2回総会で再び党中央軍事委員会委員に選出された。
2020年1月1日、北朝鮮の朝鮮中央通信が、2019年末の第7期党中央委員会第5回総会で要職の政治局員や党中央委員会副委員長の大幅な人事刷新が行われたことを伝え、李炳哲が政治局員に選出され、党中央委員会副委員長、党中央委員会部長（軍需工業部）に昇格したと発表した。
2020年4月12日の第14期最高人民会議第3回会議で国務委員会委員に選出された。同年5月に開かれた、第7期朝鮮労働党中央軍事委員会第4回拡大会議で朝鮮労働党中央軍事委員会副委員長に補選された。
2020年8月13日の第7期党中央委員会第16回政治局会議で、党中央委員会政治局常務委員に任命された。同年10月5日の第7期党中央委員会第19回政治局会議にて、同日付の党中央委員会・党中央軍事委員会・国務委員会の共同決定により、朝鮮人民軍元帥の軍事称号を授与された。
2021年1月5日から開催された朝鮮労働党第8次大会で中央委員会委員に再選され、1月10日に開催された第8期党中央委員会第1回総会で朝鮮労働党中央委員会政治局員、党中央委員会書記、朝鮮労働党中央軍事委員会副委員長に再選されたが、同年6月29日の第8期党中央委員会第2回政治局拡大会議で「党の決定と国家的な最重大課題の遂行を誤り、革命事業の発展に莫大な阻害を及ぼし、経済活動と人民生活の安定を重大に阻害し、怠慢、怠業行為を行った」として軍総参謀長の朴正天と共に批判の対象となり、政治局常務委員・書記を解任され、政治局員候補に降格された。
同年9月29日に開催された最高人民会議第14期第5回会議にて、国務委員会委員から召還された。
2022年4月25日に開催された、朝鮮人民革命軍創建90周年の閲兵式の報道にて、党中央委員会政治局常務委員、同書記局書記への復帰が確認された。
2022年6月21日から23日に開催された朝鮮労働党中央軍事委員会第8期第3回拡大会議で党中央軍事委員会副委員長の職制を増やすために党中央軍事委員会副委員長に再度任命された。